# Туполєв Олексій Андрійович
Олексій Андрійович Туполєв (рос. Алексей Андреевич Туполев; 20 травня 1925 — 12 травня 2001) — відомий радянський авіаконструктор, академік Російської академії наук, Герой Соціалістичної Праці, доктор технічних наук (1963), професор (1964).
Продовжив розвиток першого надзвукового пасажирського реактивного літака Ту-144.
Брав участь в проєктуванні МТКК «Буран».
Олексій Андрійович — син піонера радянського літакобудування, знаменитого авіаконструктора Андрія Миколайовича Туполєва.